# Byssonectria fusispora
Byssonectria fusispora är en svampart som först beskrevs av Miles Joseph Berkeley, och fick sitt nu gällande namn av Rogerson & Korf 1971. Byssonectria fusispora ingår i släktet Byssonectria och familjen Pyronemataceae.  Arten är reproducerande i Sverige. Inga underarter finns listade i Catalogue of Life.